# أغوستين الكانتارا
أغوستين الكانتارا (بالإسبانية: Agustín Alcántara) هو دراج مكسيكي، ولد في 18 ديسمبر 1946 في سيلايا في المكسيك، وتوفي في 25 فبراير 1979.

## وصلات خارجية
- أغوستين الكانتارا على موقع أرشيف الدراجات (الإنجليزية)
- أغوستين الكانتارا على موقع اللجنة الأولمبية الدولية (الإنجليزية)
- أغوستين الكانتارا على موقع أوليمبيديا (الإنجليزية)